# Piogaster maculata
Piogaster maculata är en stekelart som beskrevs av Henry Keith Townes, Jr. 1960. Piogaster maculata ingår i släktet Piogaster och familjen brokparasitsteklar. Inga underarter finns listade i Catalogue of Life.